# غوردون جنكينز
غوردون جنكينز (بالإنجليزية: Gordon Jenkins)‏ هو عازف جاز وعازف بيانو أمريكي، ولد في 12 مايو 1910 في ويبستر غروفز في الولايات المتحدة، وتوفي في 1 مايو 1984 في لوس أنجلوس في الولايات المتحدة.

## وصلات خارجية
- غوردون جنكينز على موقع IMDb (الإنجليزية)
- غوردون جنكينز على موقع الموسوعة البريطانية (الإنجليزية)
- غوردون جنكينز على موقع ميوزك برينز (الإنجليزية)
- غوردون جنكينز على موقع قاعدة بيانات برودواي على الإنترنت (الإنجليزية)
- غوردون جنكينز على موقع أول ميوزيك (الإنجليزية)
- غوردون جنكينز على موقع ديسكوغز (الإنجليزية)
- غوردون جنكينز على موقع قاعدة بيانات الفيلم (الإنجليزية)